# Slobodan Subotić
Slobodan Subotić (Castelnuovo, 15 agosto 1956) è un ex cestista e allenatore di pallacanestro sloveno, fino al 1992 jugoslavo.

## Carriera
Da allenatore ha guidato la Slovenia ai Campionati europei del 2003.

## Palmarès

### Giocatore
- Campionato greco: 5

Aris Salonicco: 1986-87, 1987-88, 1988-89, 1989-90, 1990-91
- Coppa di Grecia: 5

Aris Salonicco: 1986-87, 1987-88, 1988-89, 1989-90, 1991-92

### Allenatore

#### Squadra
- Campionato greco: 2

Panathinaikos: 1997-98, 1998-99
- Coppa di Grecia: 1

Olympiacos: 2001-02
- Coppa Korać: 1

Aris Salonicco: 1996-97

#### Individuale
- A1 Ethniki allenatore dell'anno: 2

Panathinaikos: 1997-98, 1998-99